# 變體 (電影)
《變體》（英語：Mutant，前名：《天逆騎士·變體》）是一部2024年於中國大陆上映的科幻電影，电影由李麒麟执导，譚耀文、代斯领衔主演，張亞坤主演，並由吳孟達特別出演。於2024年5月25日在腾讯视频、优酷、爱奇艺上線。

## 劇情
2150年，祝融博士（吳孟達飾）發明了一個天逆芯片，但因其女兒安心（代斯飾）意外離世，眾人害怕會影響祝融博士的發明。當然，一波未平一波又起，人工智能發生變異，取代了人類對地球的控制，並開始對地球進行襲擊。反抗軍小隊隊長金易（譚耀文飾）帶隊向變異的人工智能進行反抗，目的為守護人類的家園。此時，金易在行動認識了神祕的女子安心，兩人感情卻慢慢升溫，但金易不知道的是，安心不是人類來的...

## 角色
| 演員                | 角色     | 國語配音 | 備註 |
| 譚耀文              | 金易     | 陳冠豪   | 反抗軍小隊隊長 和安心相戀 帶領反抗軍小隊向變異的人工智能進行反抗，目的為守護人類的家園 靳將軍的下屬 最終被變異的人工智能推下深淵死亡 |
| 譚耀文              | 人工智能 | 陳冠豪   | 變異的人工智能 樣貌與金易相似 於最後出現，並與安心決戰，並因自己的樣貌與金易相似而遲遲令安心不忍心下手 最終被安心殺害                |
| 代斯                | 安心     | 劉若班   | 非人類，為祝融博士創造的人工智能 因多年前意外離世而被祝融博士復刻為人工智能 祝融博士的女兒 和金易相戀 最終為救人類而自我犧牲         |
| 吳孟達 （特別演出） | 祝融博士 | 亞捷     | 博士 安心的父親，在其離世後把其復刻為人工智能 最終被有自我意識的安心消滅                                                             |
| 張亞坤              | 靳將軍   | 何冠男   | 反抗軍小隊將軍 金易的上司 發現安心為一個人工智能                                                                                     |

## 製作
本片為吳孟達最後一部遺作（上映時間為準），若以拍攝時間為準，真正的遺作為大話西遊之緣起。
本片於2019年7月26日在寧夏省石嘴山市正式開機，並透露將於2019年底拍攝完成。

## 外部連結
- 豆瓣电影上《變體》的資料 （简体中文）
- 时光网上《變體》的資料（简体中文）